# Дідьє Ндонг
Дідьє Ібрагім Ндонг (фр. Didier Ibrahim Ndong, нар. 17 червня 1994, Лібревіль) — габонський футболіст, що грає на позиції півзахисника за французький «Діжон» та національну збірну Габону.

## Клубна кар'єра
У дорослому футболі дебютував 2012 року виступами за команду туніського «Сфаксьєна», в якій провів три сезони, взявши участь у 49 матчах чемпіонату.
На початку 2015 року приєднався до французького клубу «Лор'ян», уклавши контракт на 4,5 роки. У сезоні 2014/15 зіграв за команду 12 матчів у чемпіонаті. Голів не забив. У сезоні 2015/16 зіграв 34 матчі, забив 2 голи.
Влітку 2016 року перейшов в англійський «Сандерленд».

## Виступи за збірні
Протягом 2011–2012 років залучався до складу молодіжної збірної Габону. На молодіжному рівні зіграв у 4 офіційних матчах.
У 2012 році дебютував в офіційних матчах у складі національної збірної Габону. Протягом кар'єри у національній команді провів у формі головної команди країни 43 матчі.
У складі збірної був учасником Кубка африканських націй 2015 року в Екваторіальній Гвінеї.

## Досягнення
Сфаксьєн
- Чемпіон Тунісу (1): 2012/13
- Володар Кубка Конфедерації КАФ (1): 2013.

 Габон (до 23)
- Чемпіон Африки (U-23): 2011